# Twenty-Five Twenty-One
Twenty-Five Twenty-One (hangeul : 스물다섯 스물하나 ; RR : Seumuldaseos Seumulhana) est une série télévisée sud-coréenne, réalisée par Jung Ji-hyun et mettant en vedette Kim Tae-ri, Nam Joo-hyuk, Choi Hyun-wook et Lee Joo-myung (en).

## Synopsis
À une époque où les rêves semblent hors de portée, une jeune escrimeuse poursuit de grandes ambitions et rencontre un jeune homme travailleur à la recherche d'un nouveau départ.

## Distribution

### Acteurs principaux
- Kim Tae-ri (VF : Célia Asensio) : Na Hee-do
  - Kim So-hyun : Na Hee-do (adulte)
  - Ok Ye-rin : Na Hee-do (jeune)
- Nam Joo-hyuk (VF : Julien Allouf) : Baek Yi-jin
- Kim Ji-yeon (VF : Diane Kristanek) : Ko Yu-rim
  - Kyung Da-eun : Ko Yu-rim (jeune)
- Choi Hyun-wook (VF : Mike Fédée) : Moon Ji-woong
- Lee Joo-myung (en) (VF : Elsa Bougerie) : Ji Seung-wan

### Acteurs secondaires
- Seo Jae-hee (VF : Marie Chevalot) : Shin Jae-kyung
- Kim Hye-eun (VF : Sandra Valentin) : Yang Chan-mi
- Choi Myung-bin (en) (VF : Charlotte Hennequin) : Kim Min-chae
- Park Yoon-hee : Père de Baek Yi-jin
- Park Jun-pyo : Oncle maternel de Baek Yi-jin
- Choi Min-young (VF : Sébastien Baulain) : Baek Yi-hyun
  - Kang Hoon (en) : Baek Yi-hyun (adulte)

## Fiche technique
- Titre original : Seumuldaseos Seumulhana
- Titre français : Twenty-Five Twenty-One
- Réalisation : Jung Ji-hyun
- Scénario : Kwon Do-eun
- Pays d'origine : Corée du Sud
- Date de première diffusion : 2022